# Fulaga
Fulaga of Vulaga is een eiland van de Zuidelijke Lau-eilanden in Fiji. Het heeft een oppervlakte van 18,5 km² en het hoogste punt meet 79 meter.
Vuaqava heeft de vorm van een halve maan en bestaat uit kalksteen. Het is net als veel van de Zuidelijke Lau-eilanden waarschijnlijk ontstaan in het Laat-Mioceen.
Op het eiland liggen drie dorpen: Muanaicake, Muanaira en Naividamu. Midden 20e eeuw bedroeg het aantal inwoners bijna 600, maar tegenwoordig is dat teruggelopen tot minder dan 400, wegens migratie door gebrek aan onderwijs en werk.